# Cornelis de Houtman
Cornelis de Houtman, född 2 augusti 1565, död 1599, var en nederländsk upptäcktsresande.
Houtman ledde 1595 en expedition till Ostindien, landsteg 1596 i Bantam, där han av sultanen togs till fånga men senare friköptes och återvände 1597. På en andra expedition 1598 besökte han Madagaskar, Kochinkina och Atjeh, där han 1599 mördade på sultanens befallning.